# NGC 110
NGC 110 est un petit amas ouvert qui compte moins de deux douzaines d'étoiles. L'astronome britannique John Herschel a découvert cet amas en 1831.
Selon la classification des amas ouverts de Robert Trumpler, NGC 110 renferme moins de 50 étoiles (lettre p) dont la concentration est faible (IV) et dont les magnitudes se répartissent sur un petit intervalle (le chiffre 1).